# Galerida
Les cogullades (Galerida) són un gènere d'aus de la família dels alàudids, que habita àrees de camp obert àrid, zones rocalloses, praderies i terres de conreu d'Euràsia i Àfrica. Als Països Catalans viuen les cogullades vulgars (Galerida cristata) i fosca (Galerida theklae). La paraula cogullada fa referència als membres d'aquest gènere. Fan 13- 20 cm de llargària amb un bec més o menys llarg però mai corbat. Cresta de llargària variable.

## Taxonomia
Segons la classificació del Congrés Ornitològic Internacional aquest gènere està format per 7 espècies:
- Galerida deva - cogullada de Sykes.
- Galerida modesta - cogullada modesta.
- Galerida magnirostris - cogullada becgrossa.
- Galerida theklae - cogullada fosca.
- Galerida cristata - cogullada comuna.
- Galerida malabarica - cogullada de Malabar.
- Galerida macrorhyncha - cogullada del Magrib.